# Widłozębowce
Widłozębowce (Dicranales) – rząd mchów (prątników) z podklasy Dicranidae. Obejmuje 13 lub 15 rodzin. Rośliny te występują na wszystkich kontynentach. W Polsce występują przedstawiciele 6 rodzin z tego rzędu.

## Morfologia
GametofitRośliny o różnej wielkości, od bardzo drobnych do okazałych, o łodyżkach zwykle wzniesionych. Listki skrętoległe lub dwurzędowe, często wąskie i sierpowato wygięte.
SporofitSeta zwykle długa. Zarodnie jajowate do walcowatych, często wygięte. Perystom zwykle obecny i pojedynczy, z ząbkami zwykle dwudzielnymi.

## Systematyka
Rząd widłozębowce Dicranales H. Philib. ex M. Fleisch. należy do podklasy Dicranidae Doweld, klasy prątniki Bryopsida Rothm., podgromady Bryophytina Engler, gromady mchy Bryophyta Schimp.
Do rzędu w ujęciu Goffineta i in. należy 15 rodzin.
Wykaz rodzin
- Bruchiaceae Schimp. – bruchniowate
- Calymperaceae Kindb.
- Dicranaceae Schimp. – widłozębowate
- Ditrichaceae Limpr. – pędzlikowate
- Erpodiaceae Broth.
- Eustichiaceae Broth.
- Fissidentaceae Schimp. – skrzydlikowate
- Hypodontiaceae Stech & W. Frey
- Leucobryaceae Schimp. – bielistkowate
- Micromitriaceae Smyth ex Goffinet & Budke
- Octoblepharaceae A.Eddy ex M.Menzel
- Rhabdoweisiaceae Limpr.
- Rhachitheciaceae H. Rob.
- Schistostegaceae Schimp. – świetlankowate
- Viridivelleraceae I. G. Stone